# 斯离
斯离，战国时期秦国将领。又名作尉斯离。
秦昭襄王二十三年（公元前283年），斯离与三晋、燕国军队会师讨伐齐国，參與了濟西之戰。而樂毅列傳又有記樂毅雖然總領了趙、楚、韓、魏、燕的士兵伐齊，但是不包括秦，可見斯離的部隊較為獨立。

## 名稱
尉斯离的名稱一說是是指「尉」是官職，而「斯離」是人名。但也有說法指「斯」是姓，「離」是人名。

## 考古
2017年发掘的咸阳坡刘战国中晚期墓葬M3出土一件“十九年蜀守斯离”刻铭铜鉴，故有学者认为该墓或为斯离墓，斯离可能是在郡守任上临时转任都尉率军参加濟西之戰，并非降职；且可能是出身蜀地的氐族土著，受任为蜀守，体现了秦国对蜀地的怀柔政策。M3墓文物的纪年最迟到昭襄王二十六年（公元前280年），故斯离可能大约此后不久已去世并下葬，当时的蜀守也已经换成了“武”。M3墓与秦武王陵墓相近，斯离可能早在秦武王年间就已经出仕。